# Quattro stagioni (Sozzi)
Le Quattro stagioni è un ciclo di quattro affreschi realizzati da Francesco Sozzi nel 1760 in uno dei saloni di Palazzo Isnello a Palermo.
L'opera si distingue per l'elegante fattura e le soluzioni decorative adottate per l'occasione dall'artista.

## Storia e descrizione
Il ciclo di affreschi, completato nel 1760, fu commissionato da Vincenzo Termine per decorare la volta del Salone delle Quattro Stagioni al piano nobile di Palazzo Isnello, la cui ristrutturazione era stata completata nel 1750.
Per il suo aspetto di preziosa mondanità l'opera è considerata, insieme all'Allegoria della Saggezza della Biblioteca di Palazzo Alliata di Pietratagliata, la migliore tra quelle realizzate da Francesco Sozzi e tra le più eleganti e delicate della pittura rococò in Sicilia.
Tra le decorazioni della volta, suddivisa in quattro parti sotto ognuno degli affreschi, è dipinta a caratteri d'oro la firma in latino dell'artista: FRANCISCVS SOZZI PINXIT 1760.
I quattro dipinti allegorici raffiguranti la Primavera, l'Estate, l'Autunno e l'Inverno, sono racchiusi da cornici in stucco a forma di ala di farfalla, soluzione decorativa adottata per la prima volta a Palazzo Isnello.
Nei quattro affreschi ognuna delle stagioni è rappresentata dall'immagine di una divinità: la primavera è personificata da Venere, l'estate da Cerere, l'autunno da Bacco, e l'inverno da Eolo.

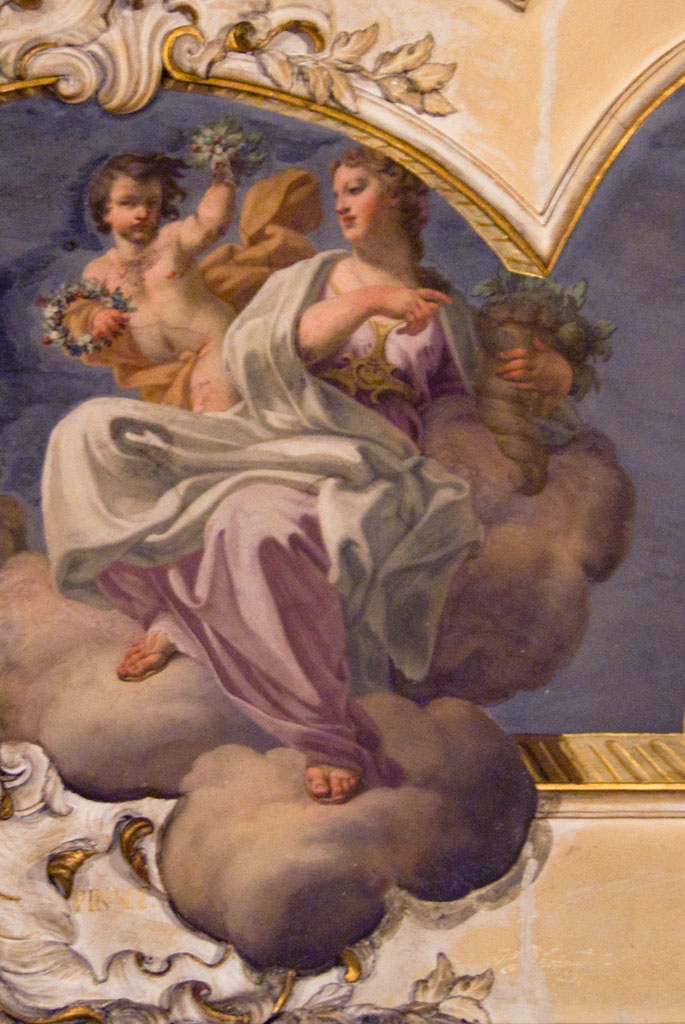
La Primavera, personificata da Venere (divinità).
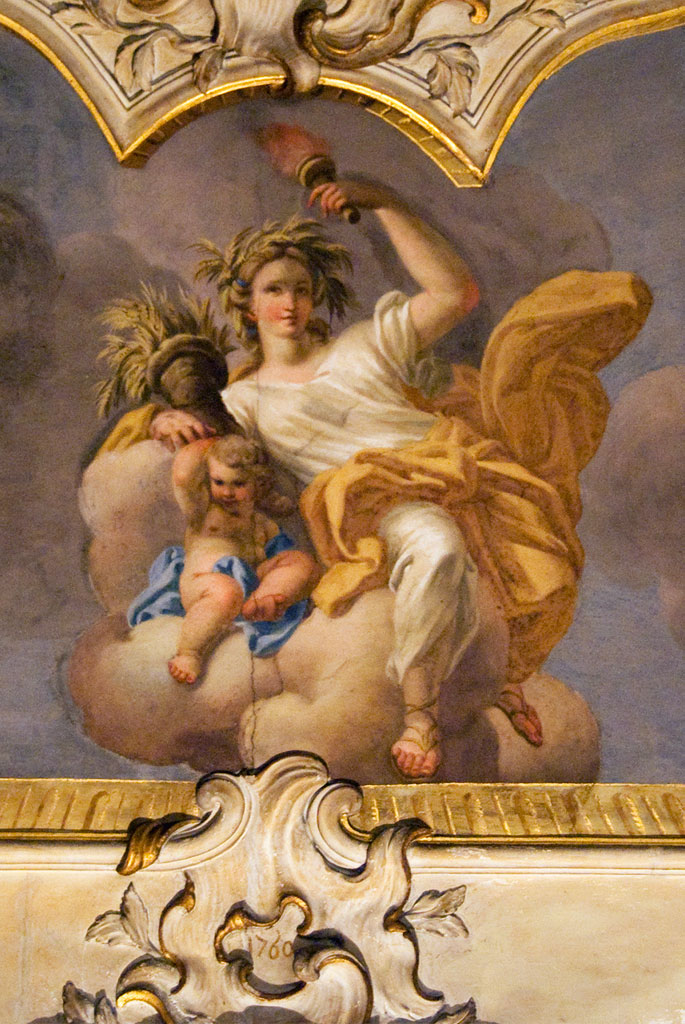
L'Estate, personificata da Cerere.
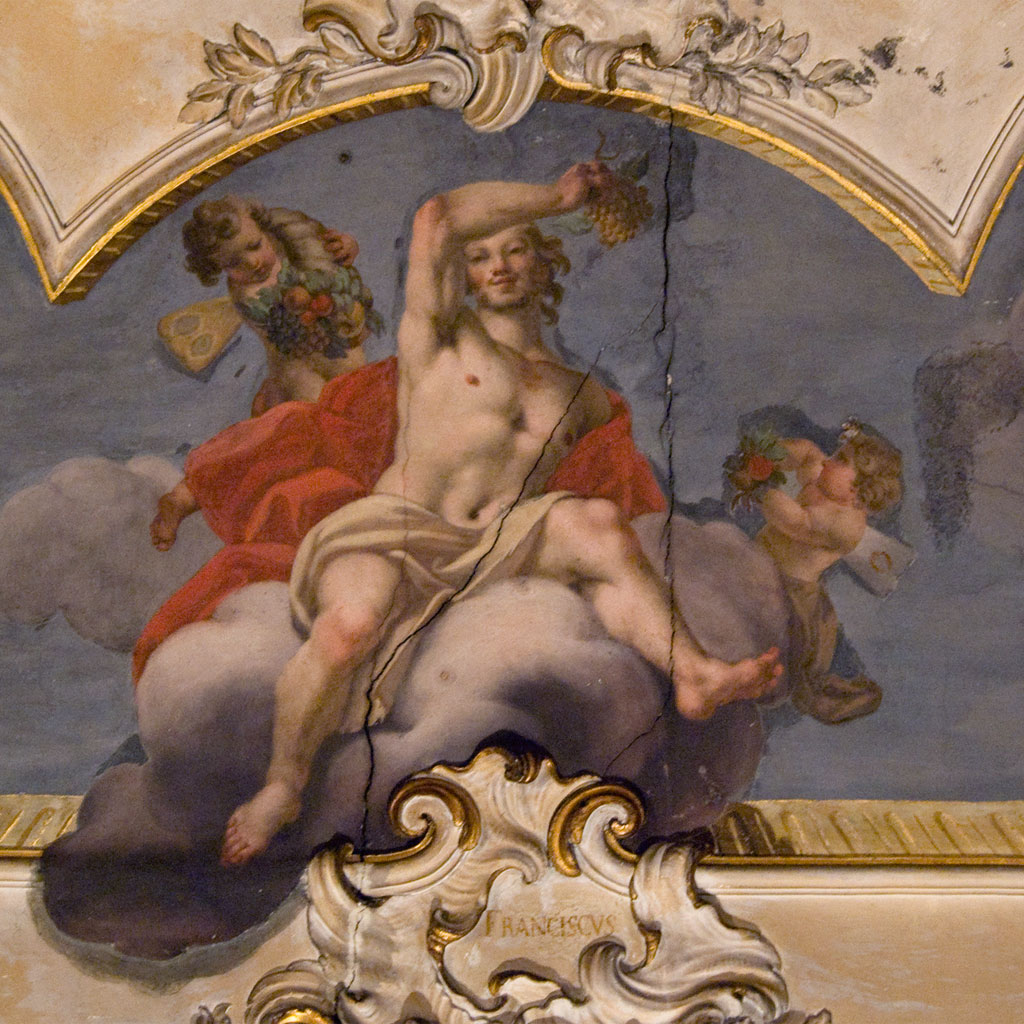
L'Autunno, personificato da Bacco.